# Мацевич Аполлінарій Федотович
 Маце́вич Аполліна́рій Федо́тович  (* 4 серпня 1926 — †27 лютого 1996) — український письменник. Перебував у Національній спілці письменників України від 1967 р. 

Онука — Добринська Наталія Володимирівна (1982 р.н.), видатна українська легкоатлетка (багатоборство), олімпійська чемпіонка.

## Біографія
Народився 4 серпня 1926 р. в с. Паланка, тепер Заозерне Тульчинського району на Вінниччині. У 1941 р. здобув освіту за сім класів. Учасник Другої світової війни, під час якої служив у навчальному батальйоні запасної стрілецької дивізії. Після демобілізації працював малярем, молотобійцем, зчіплювачем вагонів, ремонтником на залізниці. У 1956 р. закінчив середню школу робітничої молоді (м. Дніпродзержинськ).

З 1959 р. на журналістській роботі — працював кореспондентом обласної газети. Закінчив заочно Літературний інститут імені Горького (Москва, 1965). У 1967 р. був прийнятий до лав НСПУ через міжобласну письменницьку організацію, яка існувала тоді на дві області — Вінницьку та Хмельницьку.

З 1969 р. жив у м. Хмельницькому, де працював в обласній газеті «Корчагінець», очолював обласне літературне об'єднання. Лавреат обласної молодіжної премії.

У 1987 р. переїхав до Латвії, де помер 27 лютого 1996 р. у м. Єлгава.

## Літературна діяльність
Прозаїк, поет, перекладач. Дебютував у літературі в 1962 р. з романом «Грозове світання». Бібліографія містить кілька десятків книг прози, поезій та перекладів. Окремі твори перекладалися російською мовою і видавалися у Москві. Останній твір — біографічна повість «Закувала та сива зозуля» про композитора П. Ніщинського у повному вигляді не була надрукована. Низка оригінальних творів лишилася у рукописах.